# 饶峰镇
饶峰镇，是中华人民共和国陕西省安康市石泉县下辖的一个乡镇级行政单位。

## 行政区划
饶峰镇下辖以下地区：
饶峰集镇社区、胜利村、饶峰村、金星村、三合村、五一村、新华村、大坝村、合心村、庙坝村、蒲溪村、三岔河村、黄家庄村、新场村、大湾村、红联村、光明村、幸福村、齐心村和红星村。